# Società Sportiva Calcio Ancona
La Società Sportiva Calcio Ancona, meglio nota come Ancona o Ancona Calcio, è una società calcistica italiana con sede nella città di Ancona. Milita in  Serie D, la quarta divisione del campionato italiano.
Costituita nel 2024, prosegue de facto la tradizione sportiva iniziata nel 1905 con l'istituzione dell'Unione Sportiva Anconitana e poi passata nei decenni seguenti attraverso diversi soggetti societari, ultimo dei quali l'U.S. Ancona, che ha cessato l'attività al termine della Serie C 2023-2024.
La storia sociale annovera oltre novanta stagioni ufficiali disputate, con due partecipazioni al massimo campionato nazionale di Serie A a girone unico (nelle annate 1992-1993 e 2003-2004), entrambe terminate con la retrocessione in cadetteria. L'Ancona ha inoltre preso parte per ventuno volte alla Serie B e per trentanove alla Serie C. Nel suo palmarès, a livello nazionale, vanta la conquista di una Coppa Italia Dilettanti e di una Coppa dell'Italia Centrale. Ha raggiunto la finale di Coppa Italia nella stagione 1993-1994.
I colori sociali sono il bianco e il rosso. Disputa le partite interne allo stadio Del Conero.

## Storia

La curva nord anconitana negli anni ottanta (Stadio Dorico).

Gli ultras dorici nei primi anni novanta.

### Dagli albori agli anni quaranta
L'Unione Sportiva Anconitana venne fondata il 5 marzo 1905 in un piccolo magazzino del Teatro delle Muse. In quegli anni il calcio ancora non era diffusissimo e furono i marinai inglesi che approdavano al porto di Ancona a dare il via a una pratica più convinta di questo gioco, ma la sua diffusione in città è legata anche a un giovane, Pietro Recchi, che un giorno, trovandosi a Liverpool per lavoro, ebbe l'occasione di assistere a una partita di calcio e se ne innamorò; da qui la divisa completamente rossa. Le prime partite di un certo rilievo furono disputate contro i marinai inglesi presenti in città e il primo incontro reso noto dalle cronache cittadine è datato 19 febbraio 1911, partita disputata tra l'Anconitana e la squadra del piroscafo inglese Britannia e terminata con un pareggio.
Solo nel 1921-1922 debuttò nel campionato di massima serie, allora denominato Prima Divisione e gestito dalla CCI. La squadra, inserita nel campionato meridionale, vinse il girone marchigiano, ma venne poi eliminata nella fase finale della Lega Sud, la cui vincente poi affrontava la vincente della Lega Nord nella finalissima scudetto. Nella stagione successiva l'Anconitana, unica iscritta nelle Marche, venne ammessa automaticamente alle semifinali Lega Sud, nelle quali arrivò seconda sfiorando l'accesso alla finale.
Nella stagione 1923-1924 arrivò invece quarta e ultima nel girone delle semifinali. Nel campionato successivo vinse invece il proprio girone, conquistando così il diritto di giocarsi l'accesso alla finale scudetto (contro il Bologna) nella finale della Lega Sud contro l'Alba Roma. I romani prevalsero nel doppio confronto, salvo poi soccombere nella disputa per il tricolore contro i bolognesi.
Nella stagione 1925-1926 l'Anconitana rivinse il girone marchigiano a due squadre, contro la Maceratese, qualificandosi alla semifinale di Lega Sud, dove arrivò terza. Una riforma dei campionati, la Carta di Viareggio, rivoluzionò la stagione successiva, inserendo l'Anconitana nel girone C della Prima Divisione (appena declassata a campionato cadetto), per la prima volta insieme alle squadre del Nord. La squadra non riuscì a evitare la retrocessione, salvo poi venire ripescata per gli effetti a cascata della fondazione della Dominante.
Nel 1927-1928 l'U.S. Anconitana si fuse con la Stamura, dando vita alla Società Sport Ancona.
Il 12 luglio 1932 la S.S. Ancona si fuse con la Società Sportiva Emilio Bianchi, formando così l'Unione Sportiva Anconitana-Bianchi, che nella stagione 1936-1937 raggiunse per la prima volta la promozione in Serie B, dopo avere vinto il campionato di Serie C. Vi rimase per quattro stagioni, sfiorando la promozione in massima serie nel torneo 1939-1940. Nel frattempo, nella stagione 1938-1939, i marchigiani conquistarono la Coppa dell'Italia Centrale.
Nel 1940-1941 la squadra, con l'industriale Frontalini alla presidenza e Giovanni Degni, ex Roma, in panchina, retrocesse in Serie C, per poi tornare in cadetteria l'anno dopo, rimanendoci fino all'inizio della seconda guerra mondiale, e assumendo successivamente la denominazione di Anconitana.
Durante il conflitto tutti i campionati furono sospesi. L'Ancona riprese l'attività nel 1945 prendendo parte a un campionato di assestamento, misto tra Serie A e Serie B, con la denominazione Unione Sportiva Anconitana, essendo stata sciolta la fusione con la Emilio Bianchi. Nel 1947 fu provvidenziale il ripescaggio della Triestina in massima serie, che liberò conseguentemente un posto in Serie B, che l'Ancona riuscì a conquistare in uno spareggio fra le migliori retrocesse contro la Biellese.
Nel 1948, durante la partita contro il Pisa, il direttore di gara Vannini di Bologna negò negli ultimi minuti un rigore all'Ancona; fu così raggiunto dai tifosi marchigiani e ridotto in stato di coma. Il campo dei dorici venne squalificato per due anni.

### Dagli anni cinquanta agli anni ottanta

Una formazione dell'Anconitana nella stagione 1975-1976

Dopo due anni di Serie C, l'Anconitana tornò in Serie B nella stagione 1950-1951, ma l'esperienza fu breve e i dorici retrocessero a fine campionato.
Al termine dell'annata tra i cadetti per i biancorossi iniziarono difficoltà legate particolarmente a questioni di carattere economico–finanziario, tanto che dopo un anno di terza serie, la squadra retrocesse in IV Serie a causa del rifiuto dei tesserati ad affrontare le trasferte e dello scarso impegno negli allenamenti.
Per quattro anni i biancorossi arrivarono a metà classifica senza risultati degni di nota; poi, nei primi mesi del 1956 e per tutta la stagione di IV Serie 1956-1957, sedette sulla panchina dorica l'ex difensore della Juventus Carlo Parola, che riuscì a vincere il girone E, perdendo tuttavia lo spareggio per la promozione in Serie C contro il Chinotto Neri. Tuttavia, nonostante il quarto posto conquistato nel campionato seguente, la società venne ammessa d'ufficio in Serie C sulla base di criteri finanziari e infrastrutturali.
In Serie C, nella stagione 1961-1962, nonostante avesse lottato per conquistare il primo posto nel girone, l'Anconitana arrivò seconda a pari merito con il Pisa e subito dietro al Cagliari; accusò i sardi di illecito sportivo senza alcun risultato, andando quindi solo a sfiorare con un dito il sogno della promozione in Serie B; nel gennaio del 1972, dopo una lunga serie di buoni piazzamenti in Serie C, il terribile sisma che colpì la città di Ancona e provocò danni incalcolabili influì sul rendimento della squadra biancorossa, guidata da Beniamino Di Giacomo e da Giorgio Arzeni, che concluse il campionato al 15º posto in classifica. L'anno dopo, nella stagione post-terremoto, per i biancorossi arrivò anche la retrocessione in Serie D, dovuta anche alle difficili condizioni economiche in cui versava la società.

Una formazione dell'Ancona nella stagione 1988-1989, al ritorno in Serie B

Nel 1974, dopo un biennio nei dilettanti, grazie a Natale Faccenda in panchina e a Giorgio Grati alla presidenza, la squadra riuscì a tornare subito in Serie C.
Le successive due stagioni in Serie C non furono entusiasmanti, poiché nella 1976-1977, anche per le incomprensioni fra lo staff tecnico e la stampa locale, avversa alla società, i biancorossi retrocessero, per poi ritornare immediatamente nei professionisti al termine di una stagione di Serie D in cui la squadra finì il torneo al 4º posto, ma per meriti sportivi venne ammessa alla Serie C2.
Nell'annata 1979-1980 l'Anconitana disputò il campionato di Serie C1, dopo una rapida promozione nella stagione passata; nel 1981 il sodalizio cambiò denominazione, passando da “Unione Sportiva Anconitana” ad “Ancona Calcio", mantenendo il colore delle maglie sempre bianco-rosso e confermando l'immagine di San Giorgio a cavallo sullo sfondo rosso nello stemma.
La squadra disputò tornei altalenanti, alternandosi tra Serie C1 e Serie C2, fino al 5 giugno 1988, quando, dopo 37 anni, l'Ancona di Giancarlo Cadè tornò in Serie B.

### Gli anni novanta

Una formazione dell'Ancona promosso per la prima volta in Serie A al termine della stagione 1991-1992

Fu nella stagione 1991-1992, sotto la gestione di Vincenzo Guerini, che la squadra marchigiana conquistò la prima storica promozione in Serie A. Il 7 giugno 1992 l'Ancona, pareggiando 1-1 a Bologna (rete di Franco Ermini al 48') centrò la promozione nella massima serie, presentandosi con 12.000 tifosi allo stadio. La militanza in massima serie fu però breve: infatti la squadra retrocesse l'anno seguente.

#### La finale di Coppa Italia del 1994 e il declino
Nonostante l'immediata retrocessione, nella stagione seguente l'Ancona arrivò a disputare la finale di Coppa Italia. Il cammino dei dorici nel torneo li vide affrontare e battere nell'ordine, a partire dal primo turno, Giarre, Napoli, Avellino, Venezia e Torino in semifinale.
In finale i biancorossi incontrarono la Sampdoria di Gullit, Mancini e Platt e, dopo un onorevole 0-0 conquistato in casa, dovettero però poi soccombere per 6-1 a Genova di fronte a oltre duemila anconetani accorsi a Marassi.
L'anno successivo la squadra arrivò fino alla semifinale del Torneo Anglo-Italiano, dove fu eliminata dalla formazione bianconera dell'Ascoli.
Nel 1997-1998 la squadra rischiò il fallimento quando venne retrocessa in C1.
20 aprile 1994, Genova, Stadio Luigi Ferraris
Sampdoria - Ancona 6-1
Marcatori: 50' Gullit, 58' e 75' Lombardo, 65' Vierchowod, 72' Lupo (A), 80' Bertarelli (r) , 85' Evani (r).
SAMPDORIA: Pagliuca, Invernizzi, Vierchowod, Sacchetti (87' Mannini), Serena; Lombardo, Platt, Jugović, Evani, Gullit, Bertarelli (87' Salsano).
Allenatore: Sven-Göran Eriksson
ANCONA: Nista, Fontana, Mazzarano, Glonek, Sogliano; Lupo, Pecoraro, Gadda (59' Caccia), De Angelis (68' Bruniera), Agostini, Vecchiola.
Allenatore: Vincenzo Guerini.
Riguadagnò poi la Serie B nel 1999-2000 al termine di una partita contro i rivali ascolani. L'11 giugno 2000 andò in scena allo Stadio Curi di Perugia la finale play-off tra i dorici e i bianconeri dell'Ascoli. La partita si concluse a reti inviolate nei 90' regolamentari e quindi si andò ai supplementari. L'Ascoli si portò in vantaggio al centesimo minuto (primo tempo supplementare), ma al 118', nel secondo tempo supplementare e a soli due minuti dalla fine della partita, l'Ancona trovò il pareggio a opera del giovane attaccante anconetano Mirko Ventura. A fine partita l'Ancona fu promossa per il miglior piazzamento in classifica ottenuto nell'arco del campionato.

### Gli anni duemila
Nel 2002-2003, sotto la guida di Luigi Simoni, l'Ancona ottenne la sua seconda promozione in Serie A. I dorici disputarono un ottimo campionato, raggiungendo la matematica promozione il 7 giugno 2003 a Livorno, pareggiando 1-1 con la squadra di casa (rete di Daino al 50'). Durante la stessa stagione sportiva l'Ancona arrivò anche agli ottavi di Coppa Italia, arrendendosi al Milan nella gara di ritorno (5-1 per i rossoneri) dopo l'1-1 dell'andata. La squadra ricevette la Stella d'oro al merito sportivo 2002 (dopo la Stella d'argento 1978) dal CONI.
Il campionato 2003-2004 fu, di fatto, il secondo in Serie A della storia del sodalizio marchigiano. Nonostante la presenza in rosa di calciatori dal discreto livello tecnico come Magnus Hedman, Pandev, Dino Baggio, Ganz, Hubner, Rapaić, Bucchi, Poggi e Jardel, racimolò appena 13 punti in 34 giornate, facendo segnare una serie di record negativi. Inutili gli avvicendamenti in panchina di Nedo Sonetti (che sostituì Menichini) e Giovanni Galeone.
Subito dopo la retrocessione la società, a causa dei grossi sforzi economici sostenuti, fallì e venne sostituita dall'Associazione Calcio Ancona, con a capo la famiglia locale degli Schiavoni. Per meriti sportivi il nuovo sodalizio poté ripartire dalla Serie C2. Per la stagione della rinascita la guida tecnica fu affidata a Pierluigi Frosio.
Il 6 marzo 2005 la società festeggiò il centenario con una maglia speciale, indossata nella partita contro il San Marino. Il campionato fu chiuso all'undicesimo posto. Nel torneo successivo i dorici ottennero il ripescaggio in Serie C1, dopo avere perso la semifinale play-off con il Sassuolo. Segui una salvezza ai play-out contro il Teramo.
Nel girone di andata del campionato di Serie C1 2007-2008 la squadra si insediò al primo posto, mantenuto fino allo scontro diretto con la Salernitana, giocato a fine ottobre, che fu vinto 1-0 dai campani. Seguì una crisi di risultati, che tuttavia non compromise la classifica, risolta dal cambio ai vertici societari (nel mese di ottobre) con la società Terzo Tempo S.r.l., che divenne principale azionista. Grazie alle rinnovate ambizioni della società, l'Ancona conquistò l'accesso ai play-off, battendo in finale il Taranto e ottenendo la promozione in Serie B.

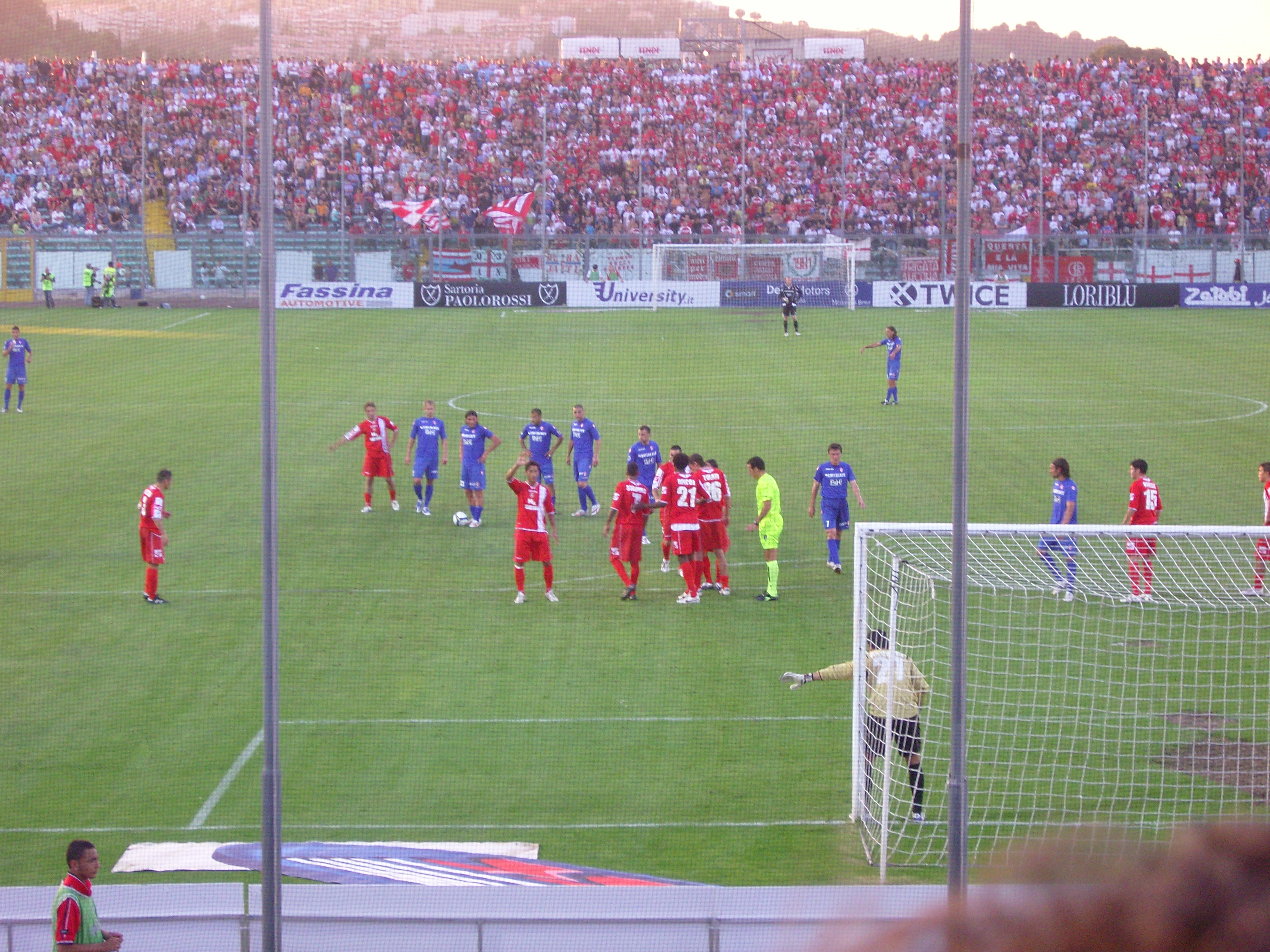
La gara di andata dei play-out disputata nel 2009 tra Ancona e Rimini

Il campionato del ritorno fra i cadetti partì con una serie di risultati positivi che proiettarono i dorici nella parte alta della classifica, grazie anche all'apporto di Salvatore Mastronunzio (che mette a segno 17 reti in campionato). Tuttavia, da gennaio in poi, il notevole calo accompagnato da una serie di risultati deficitari portò all'esonero di Francesco Monaco, a quattro giornate dalla fine, a favore di Sandro Salvioni. Il cambio di guida tecnica risultò vano al fine di evitare i play-out. L'avversaria designata fu il Rimini; al pari dell'andata seguì la vittoria di misura dei dorici in Romagna, che dunque guadagnarono la permanenza in Serie B.
Nella stagione successiva, dopo un positivo girone di andata (con primato in classifica all'undicesima e alla quindicesima giornata), la squadra si classificò al diciassettesimo posto finale, anche per via di due punti di penalizzazione.

### Gli anni duemiladieci

#### Il secondo fallimento
Durante le iscrizioni alla stagione 2010-2011 del campionato di Serie B la società dorica venne in prima battuta esclusa dalla Co.Vi.Soc, causa inadempienze finanziarie; nonostante un tentativo di salvataggio da parte del sindaco di Ancona insieme a una cordata di imprenditori, la società non riuscì a saldare i debiti, venendo esclusa causa mancata fideiussione e il pagamento degli oneri fiscali e previdenziali arretrati. Fallì anche il tentativo di iscrizione in Lega Pro Seconda Divisione e in Serie D, finendo quindi per essere esclusa dal calcio professionistico. A quel punto l'amministratore delegato Enrico Petocchi volle fortemente iscrivere la società in Terza Categoria, per tenerla così in vita, con il solo scopo di incamerare i crediti fermi in Lega Calcio, che si sbloccarono solo nella stagione successiva, ottenendo di giocare al campo sportivo San Biagio di Osimo. Tuttavia, il 16 ottobre 2010, non presentandosi per la quarta volta a una partita di campionato, l'A.C. Ancona venne definitivamente radiata dal Campionato di Terza Categoria Marche e dalla FIGC, con la conseguenza di non potere mai più giocare in nessun campionato di calcio italiano.
Per dare continuità al calcio cittadino, grazie all'intervento del sindaco di Ancona, Fiorello Gramillano, la "Società Sportiva Piano San Lazzaro", fondata nel 1948 e che prendeva il nome dall'omonimo quartiere cittadino che si estende fra la stazione ferroviaria in piazza Rosselli e la zona di piazza d'Armi, militante nel Campionato Eccellenza, cambiò denominazione il 10 agosto 2010, diventando "S.S.D. Unione Sportiva Ancona 1905". La modifica avvenne grazie a un accordo storico che vide coinvolti i tifosi biancorossi che si riunirono in un'associazione denominata Sosteniamolancona e il 6 agosto 2010 sancirono in un'assemblea pubblica, tenutasi allo Stadio Dorico, di fronte a circa 700 persone, l'effettivo passaggio di consegne e il riconoscimento del ruolo dei tifosi, che venne garantito dal loro ingresso con la trasformazione del supporter's trust in s.r.l.
Nella stagione 2010-11 la società disputò il suo quinto campionato consecutivo di Eccellenza Marche, il primo come U.S. Ancona 1905. L'allenatore era Marco Lelli. Nella medesima stagione, nelle cui file spiccò il ritorno di Emanuele Pesaresi, anconitano di nascita (anche calcistica), nuovo capitano, vinse la Coppa Italia Regionale Marche, superando in finale il Tolentino dopo supplementari e calci di rigore, sul campo neutro di Civitanova Marche. Accedette così alla fase nazionale della Coppa Italia Dilettanti, dove il 6 aprile 2011, di fronte a duemila anconetani accorsi allo stadio dell'Astrea, vinse la finale battendo i laziali del Città di Marino per 3-1, ottenendo così la promozione diretta in Serie D indipendentemente dalla vittoria del campionato, dove lottò con Tolentino e Fermana, imponendosi alla fine anche nel massimo campionato regionale e vincendo così tutte le competizioni alle quali aveva partecipato nel 2011.
Il 20 maggio 2011 venne ufficializzato l'ingaggio di Massimiliano Favo come nuovo allenatore. Il 25 agosto 2011, presso l'hotel "La Fonte" di Portonovo, venne formalizzata la trasformazione della Società Sportiva Dilettantistica Unione Sportiva Ancona 1905 in S.r.l. con l'ingresso in società dei tifosi, rappresentati da Sosteniamolancona con due amministratori votati dall'assemblea dei soci, ai quali vennero attribuiti "poteri particolari" in virtù dello statuto sociale che costituiva un esempio innovativo nel panorama del calcio italiano.
Il 27 novembre il tecnico Favo venne esonerato dopo avere subito una rimonta di due reti dal Riccione. Due giorni dopo venne nominato suo successore l'anconitano Marco Osio, che il 3 febbraio 2012 si dimise. A sostituirlo venne chiamato Sauro Trillini, ma, nonostante tutti questi cambi tecnici la squadra, arrivata 3ª in campionato dietro a Teramo e Sambenedettese, perse la finale play-off con quest'ultima.
Per la stagione 2012-2013 la società ingaggiò come nuovo allenatore Gentilini. L'avventura del tecnico romano terminò dopo nemmeno metà campionato a causa delle prestazioni e della distanza di otto punti dalla vetta. A sostituirlo venne richiamato Massimiliano Favo, che però non riuscì a risollevare le sorti di una stagione fallimentare che vide la formazione dorica addirittura concludere al settimo posto, ben lontana dalla Sambenedettese, vincitrice del girone, e da un posto nei playoff validi per il ripescaggio in Lega Pro. Al termine del deludente campionato, il 17 maggio 2013 venne ufficializzato Giovanni Cornacchini come allenatore per la stagione seguente.
Dopo una lunga trattativa durata due anni, il 20 maggio 2013 la società si riappropriò dello storico marchio del cavaliere armato: il presidente Marinelli lo acquistò ufficialmente dalla Unlimited Sport International, società di diritto lussemburghese che il 7 giugno 2011 lo aveva a sua volta comprato dalla vecchia A.C. Ancona di Petocchi per 60.000 euro. Il costo dell'operazione fu di circa 40.000 euro, con una clausola che prevedeva un ulteriore bonus di 60.000 euro da versare in caso di promozione in Serie B entro il 2016..
Il 13 aprile 2014, con il pareggio contro la Recanatese in campionato, i biancorossi ottennero la promozione in Lega Pro. La stagione 2014-2015 partì con svariate conferme in rosa e, dopo le prime partite di assestamento, la squadra riuscì a concludere il campionato disputando belle partite, tra le quali spicca il derby del girone d'andata vinto contro l'Ascoli, e classificandosi sesta, posizione che permise all'Ancona di partecipare alla Coppa Italia.
Nel mese di giugno 2015, con la nomina a presidente onorario dell'ex sindaco di Ancona Fiorello Gramillano, iniziò la fase di transizione verso una nuova gestione incentrata sull'azionariato popolare, garantita per tre anni dall'ex patron Andrea Marinelli.

#### Il terzo fallimento
La stabilità societaria non venne tuttavia raggiunta: la gestione di Sosteniamolancona (nelle persone del presidente del supporters trust Raffaele Vietri, della Fondazione Fiorello Gramillano e del presidente David Miani) non riuscì a mantenere in equilibrio il bilancio anche per il tentativo, sfiorato, del salto in B. La squadra, guidata da Giovanni Cornacchini, disputò un campionato 2015-2016 di ottimo livello, mancando di poco l'accesso ai playoff promozione; nell'estate 2016 la crescente confusione a livello societario e la pressione dei tifosi portò alla ricerca di nuovi acquirenti e l’arrivo di Fabiano Ranieri. Di riflesso la squadra ne fu gravemente indebolita e nel campionato 2016-17 l'Ancona terminò all'ultimo posto del girone B di Lega Pro, retrocedendo in Serie D.
Il passivo nel mentre continuò ad aumentare esponenzialmente, anche a seguito di un tentativo (avvenuto a stagione in corso) di cessione delle quote di maggioranza ad alcuni faccendieri, i quali tuttavia non diedero seguito alle promesse di risanamento. Nell'estate 2017 la società, oppressa da circa 2 milioni di euro di debiti e rimasta priva di una chiara guida manageriale, non riuscì a completare le pratiche per l'iscrizione al campionato interregionale: ciò si tradusse nella revoca dell'affiliazione alla FIGC, con svincolo dei calciatori tesserati; il fallimento sopraggiunse di lì a poco.
Nell'estate del 2017 si susseguirono alcuni tentativi infruttuosi di rifondare il club e farlo ripartire da un campionato dilettantistico di prima fascia: la mancata concretizzazione dei suddetti portò al rischio di totale inattività per la maggiore società cittadina. Tale prospettiva venne scongiurata nel mese di settembre dall'intervento dell'imprenditore Stefano Marconi, che fondò una nuova realtà societaria denominata Unione Sportiva Anconitana Associazione Sportiva Dilettantistica; essa venne riconosciuta dal comitato marchigiano della FIGC come continuatrice della tradizione sportiva cittadina, ottenendo dunque il permesso di iscriversi al campionato regionale di Prima Categoria (ove mai prima di allora la maggior società di Ancona aveva militato). Il nuovo sodalizio ottenne inoltre dal trust dei tifosi Sosteniamo l'Ancona la concessione d'uso degli storici marchi sociali del club dorico (il cavaliere e il monogramma USA), che erano stati rilevati dalla cessata U.S. Ancona 1905 nell'estate 2016 e si erano quindi salvati dalla procedura fallimentare. A stretto giro, il trust passa la titolarità dei marchi al Comune di Ancona e si trasforma in un comitato denominato Salviamo i marchi, con l'intento di dare indicazioni sulla concessione degli stessi in comodato.
Forte di una rosa di qualità superiore alla categoria (nella quale spiccava in particolare il ritorno di Salvatore Mastronunzio, miglior marcatore anconitano del secondo dopoguerra), l'Anconitana, guidata in panchina da Marco Lelli, si issò fin dalla prima giornata in testa al proprio girone, scavando progressivamente un ampio distacco dalle inseguitrici e garantendosi la vittoria nel girone con sei giornate d’anticipo sulla fine della stagione regolare. Il 31 maggio i biancorossi si aggiudicarono anche il titolo di campione regionale di Prima Categoria, sconfiggendo le vincitrici degli altri gironi. Dopo tale stagione, la squadra (con l'appoggio della sindaca di Ancona Valeria Mancinelli) chiese di potere "saltare" la Promozione ed essere ammessa in sovrannumero alla categoria superiore (Eccellenza); la F.I.G.C. marchigiana rimise il giudizio alla direzione nazionale, che tuttavia oppose un rifiuto. L'Anconitana (affidata al tecnico Francesco Nocera) si ritrovò pertanto a disputare il girone A di sesta serie, che venne nuovamente vinto con ampio margine, così come la Coppa Italia regionale di categoria.
Nella stagione 2019-2020 l'Anconitana disputò, per la seconda volta nella sua centenaria storia, il campionato regionale di Eccellenza, massimo campionato regionale. La squadra partì con i favori del pronostico, essendo la più blasonata del campionato, ma nella prima parte della stagione non riuscì a ottenere risultati positivi. L'allenatore Ciampelli venne così esonerato e sostituito da Umberto Marino, già giocatore dell'Ancona tra la fine degli anni '90 e gli anni 2000. Ma, nonostante i risultati incoraggianti, a causa dei dissidi con la dirigenza Marino venne esonerato e sostituito da Marco Lelli, già allenatore nei primi anni della nuova società. La stagione fu però interrotta nel mese di marzo, come tutti i campionati professionistici e dilettantistici, a causa dell'emergenza Coronavirus, con la squadra seconda in classifica dietro al Castelfidardo; il campionato non fu più ripreso e quindi la promozione in Serie D spettò alla squadra fidardense.

### Gli anni duemilaventi
La stagione 2020-2021, dopo essere stata interrotta nel mese di ottobre 2020 a causa dell'emergenza sanitaria, riprese ad aprile 2021 con una formula che prevedeva, per il campionato di Eccellenza Marche, la divisione in due gironi da 6 squadre ognuno. L'Anconitana venne inserita nel girone A, che chiuse al terzo posto dietro a Fossombrone e Atletico Gallo Colbordolo, non qualificandosi quindi ai play-off per la promozione in Serie D. Parte della tifoseria, insoddisfatta per la gestione societaria, contesta il presidente Stefano Marconi, che a stretto giro ribatte affermando di volersi disimpegnare dall'Anconitana entro il 30 giugno successivo.

#### L'accordo con il Matelica, il ritorno in Serie C e l'arrivo di Tiong

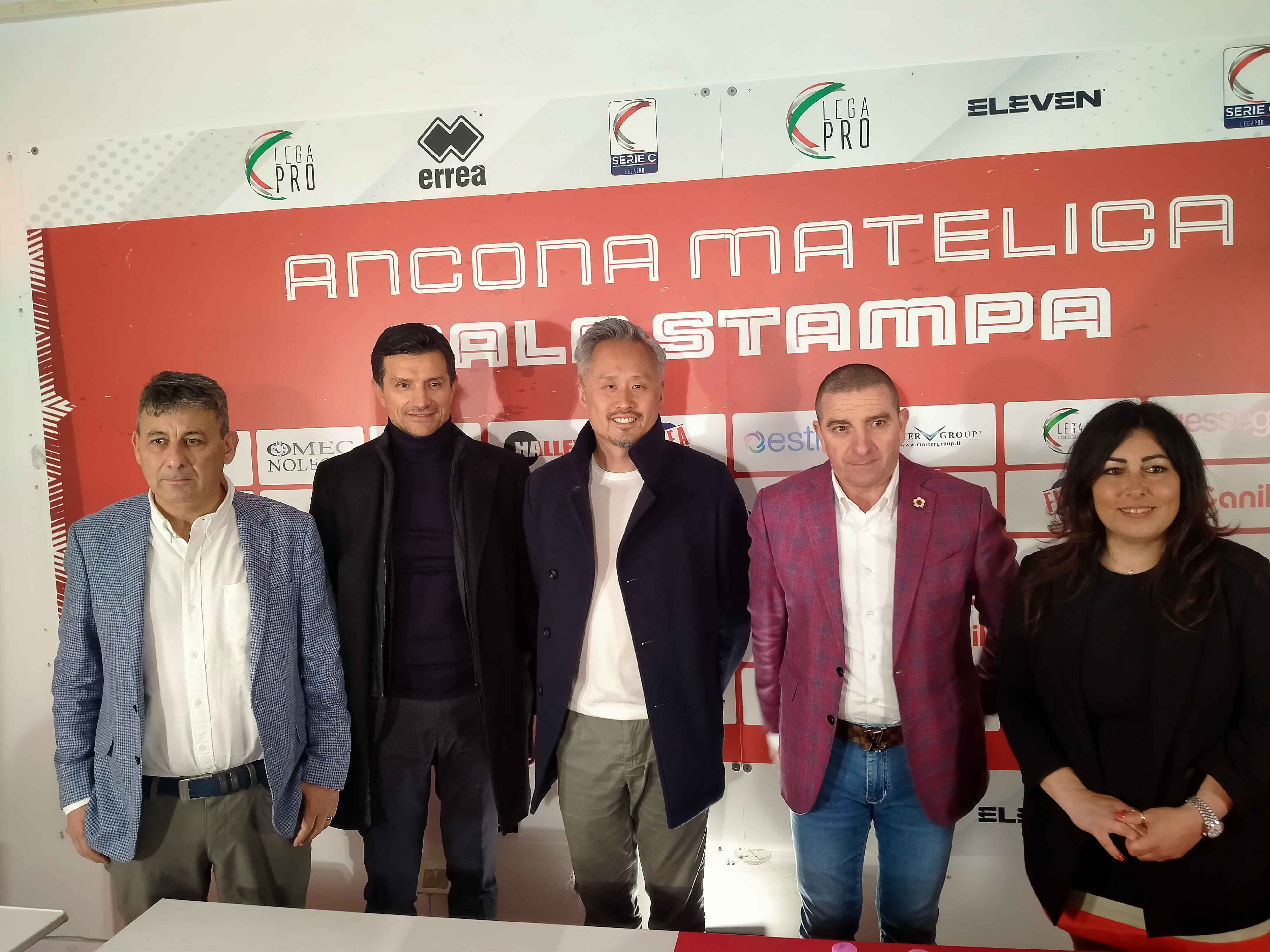
La conferenza stampa in occasione del passaggio di proprietà dell'Ancona a Tony Tiong

Dopo l'annuncio di Marconi diversi imprenditori manifestarono il loro interesse ad acquistare il titolo sportivo; tra questi Mauro Canil, presidente della corregionale Società Sportiva Matelica Calcio 1921, militante nel campionato di Serie C. Dopo un incontro con l'assessore allo sport del capoluogo marchigiano e lo stesso Marconi, viene formalizzato il progetto che prevedeva il trasferimento della squadra del Matelica allo stadio Del Conero: a essa vengono conferiti i diritti di denominazione e di uso della simbologia dorica (segnatamente lo stemma del cavaliere armato), consentendone la ridenominazione transitoria in Ancona-Matelica, per poi dare luogo, dal 2022-2023, al ripristino del nome Ancona, in ottemperanza alle richieste della tifoseria organizzata. Al contempo la matricola dell'Anconitana viene mantenuta attiva per proseguire con il solo settore giovanile, mentre i simboli e la denominazione del Matelica (il cui organico e organigramma sono passati "in blocco" a rappresentare Ancona) sono conferiti alla società dilettantistica Fabiani Matelica, per dare continuità alla tradizione sportiva vallesinese. In tal modo il calcio professionistico torna nel capoluogo dorico dopo 4 anni. Il 7 luglio l'istanza del Matelica per l'assunzione della denominazione di Ancona-Matelica S.r.l. viene accolta.
Il 14 aprile 2022 viene ufficializzato il cambio di proprietà, con l'imprenditore malese Tony Tiong che acquista il 95% delle quote societarie; Mauro Canil resta invece presidente onorario, detenendo il 5% delle quote. Dopo aver concluso la stagione 2021-22 al sesto posto, i dorici vengono eliminati al primo turno dei play-off, perdendo per 2-0 la sfida interna contro l'Olbia. Nell'estate 2022 viene formalizzato il ripristino della ragione sociale U.S. Ancona.
La stagione 2022-23 vede i marchigiani concludere il campionato al settimo posto, a causa di una flessione dei risultati a partire da febbraio che culmina con l'esonero dell'allenatore Colavitto a due giornate dal termine; la squadra viene affidata a Marco Donadel che la guida nelle ultime due partite del campionato e nei playoff. Ai playoff la squadra dorica compie un buon percorso: elimina prima la Lucchese pareggiando al novantacinquesimo, e passando il turno per il miglior piazzamento in campionato, e poi la Carrarese a Carrara (0-1), ma viene estromessa dal Lecco: al 2-2 interno segue l'1-1 in trasferta, risultato che favorisce i lombardi in virtù della migliore posizione nella stagione regolare (3a).
La stagione 2023-24 inizia con la conferma del tecnico Donadel, il quale viene però esonerato dopo aver raccolto nove punti nelle prime nove giornate; al suo posto viene richiamato Colavitto e il cambio di allenatore sembra inizialmente dare i suoi frutti, con la squadra che conclude il girone d'andata al 14º posto; nel girone di ritorno, tuttavia, la situazione precipita nuovamente e culmina alla 33ª giornata con la sconfitta a Recanati che costa il posto all'allenatore campano. Per le ultime cinque giornate viene ingaggiato Roberto Boscaglia che riesce ad evitare i playout, con la squadra che conclude il campionato al quintultimo posto (16a), salvandosi direttamente grazie al vantaggio di 11 punti sulla Fermana penultima (il distacco massimo per la disputa dei playout è 8 punti).
Il 26 giugno 2024, l'imprenditore campano Francesco Agnello acquista le quote societarie di Tiong, il quale conclude l'esperienza marchigiana dopo poco più di due anni.

#### La nuova società dopo la mancata iscrizione
Nell'estate del 2024, alcune vicende societarie portano la società a non iscriversi al campionato di Serie C 2024-2025. Il Sindaco, su delega della FIGC, annuncia la nascita della nuova società S.S.C. Ancona, che disputa il campionato di serie D come rappresentante della tradizione calcistica cittadina ai sensi dell'art. 52 NOIF. All'assemblea pubblica del 3 luglio 2024, il Comitato "Salviamo i marchi" il quale detiene l'utilizzo dello stemma e dei simboli della storia sportiva della città, decide come da statuto per revocare gli stessi alla U.S. Ancona e per assegnarli alla nuova compagine S.S.C. Ancona.

## Colori e simboli

### Colori
| Periodo   | Colori                                      | Denominazione                      |
| --------- | ------------------------------------------- | ---------------------------------- |
| 1905-1927 |                                             | Unione Sportiva Anconitana         |
| 1927-1929 |                                             | Società Sport Ancona               |
| 1929-1932 |                                             | Società Sportiva Anconitana        |
| 1932-1945 |                                             | Unione Sportiva Anconitana-Bianchi |
| 1945-1983 |                                             | Unione Sportiva Anconitana         |
| 1983-2004 | Ancona Calcio                               |                                    |
| 2004-2010 | Associazione Calcio Ancona                  |                                    |
| 2010-2014 | S.S.D. Unione Sportiva Ancona 1905          |                                    |
| 2014-2017 | Unione Sportiva Ancona 1905                 |                                    |
| 2017-2021 | Unione Sportiva Anconitana A.S.D.           |                                    |
| 2021-2022 | Ancona-Matelica                             |                                    |
| 2022-2024 | U.S. Ancona                                 |                                    |
| dal 2024  | Società Sportiva Calcio Ancona A.S.D.       |                                    |
| dal 2025  | Società Sportiva Calcio Ancona S.S.D a R.L. |                                    |

I colori sociali dell'Ancona sono il bianco e il rosso. Tale accostamento è dovuto al fondatore della società, Pietro Recchi, che scelse i colori dopo avere assistito a una partita del Liverpool Football Club. Ritornato in città, il giovane acquistò per la propria squadra casacche rosse e calzoncini bianchi.
Nel 1927 l'Ancona si fuse con la Stamura, assumendo come nuovo colore sociale l'azzurro; dopo solo due stagioni le due società si scissero nuovamente, con susseguente recupero dei colori sociali originari.
Nel 1932 una nuova fusione cambiò i colori sociali della società: l'Unione Sportiva Anconitana Bianchi, sorta dall'unione con la Emilio Bianchi, sostituì il giallo al bianco nell'accostamento al rosso; tale soluzione peraltro richiamava esplicitamente la bandiera cittadina (rossa con croce gialla). Dopo circa dieci anni la società optò per tornare alla vecchia denominazione e ripristinare il bianco e il rosso come colori sociali.

### Simboli ufficiali

#### Stemma
Tra i primi emblemi conosciuti del sodalizio dorico vi è lo scudo circolare rosso caricato del monogramma USA (acronimo di Unione Sportiva Anconitana).
Dal 1981 è stato adottato uno scudo rosso bordato in oro nel quale è raffigurato un guerriero armato a cavallo (mutuato dallo stemma comunale della città dorica, ove probabilmente costituisce una rielaborazione medievale della figura dell'imperatore romano Traiano) che regge uno scudo a quarti bianchi e oro. Il capo dello scudetto è dorato, onde potervi collocare la denominazione sociale a lettere bianche.
Nel corso del seguente trentennio, sebbene le varie vicende societarie abbiano portato a ripetute rifondazioni e riassetti, lo stemma è sempre sostanzialmente rimasto invariato, subendo la sola variazione del nome della società inscritto in capo. Una significativa eccezione è costituita dalla versione utilizzata nella stagione 2010-2011, ove l'immagine del cavaliere (semplificata e ritinta in colore cangiante rosato) campeggiava su uno scudo svizzero inquartato bianco-rosso, con il nome sociale scritto in un carattere tipografico difforme dal consueto e - nella parte inferiore - l'aggiunta di un cartiglio con il motto comunale ANCON DORICA CIVITAS FIDEI.
La prassi si è momentaneamente interrotta con la rifondazione del 2017, ove la società ha ripreso il nome originario di Unione Sportiva Anconitana, ripartendo dalla Prima Categoria provinciale: il sodalizio ha infatti optato per dismettere lo scudo con il cavaliere e recuperare l'antico simbolo testuale (che in precedenza era pure stato occasionalmente riutilizzato in determinate occasioni), integrato unicamente dalla ragione sociale scritta per esteso a foggia di corona circolare. Nel 2021, a seguito dell'accordo con il Matelica, il calcio dorico, accogliendo le richieste della tifoseria, torna a riconoscersi nello stemma del cavaliere.
Nel 2013 i marchi dell'Ancona sono stati rilevati da Sosteniamo l'Ancona, un trust creato e gestito da alcuni tifosi dorici, che all'atto della cessazione, nel 2017, li ha trasferiti al Comune, che ne decide l'eventuale comodato d'uso in accordo con il neocostituito comitato Salviamo i marchi.

Stemma dell'Ancona Calcio, utilizzato dal 1981 al 2004
Stemma dell'A.C. Ancona, utilizzato fino al 2010
Lo stemma dell'U.S. Anconitana nella prima parte dell'annata 2017-2018
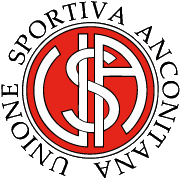
Lo stemma dalla seconda parte dell'annata 2017-2018 al 2021
Lo stemma acquistato dalla società nel 2013 e riutilizzato a partire dal 2021

## Strutture

### Stadio

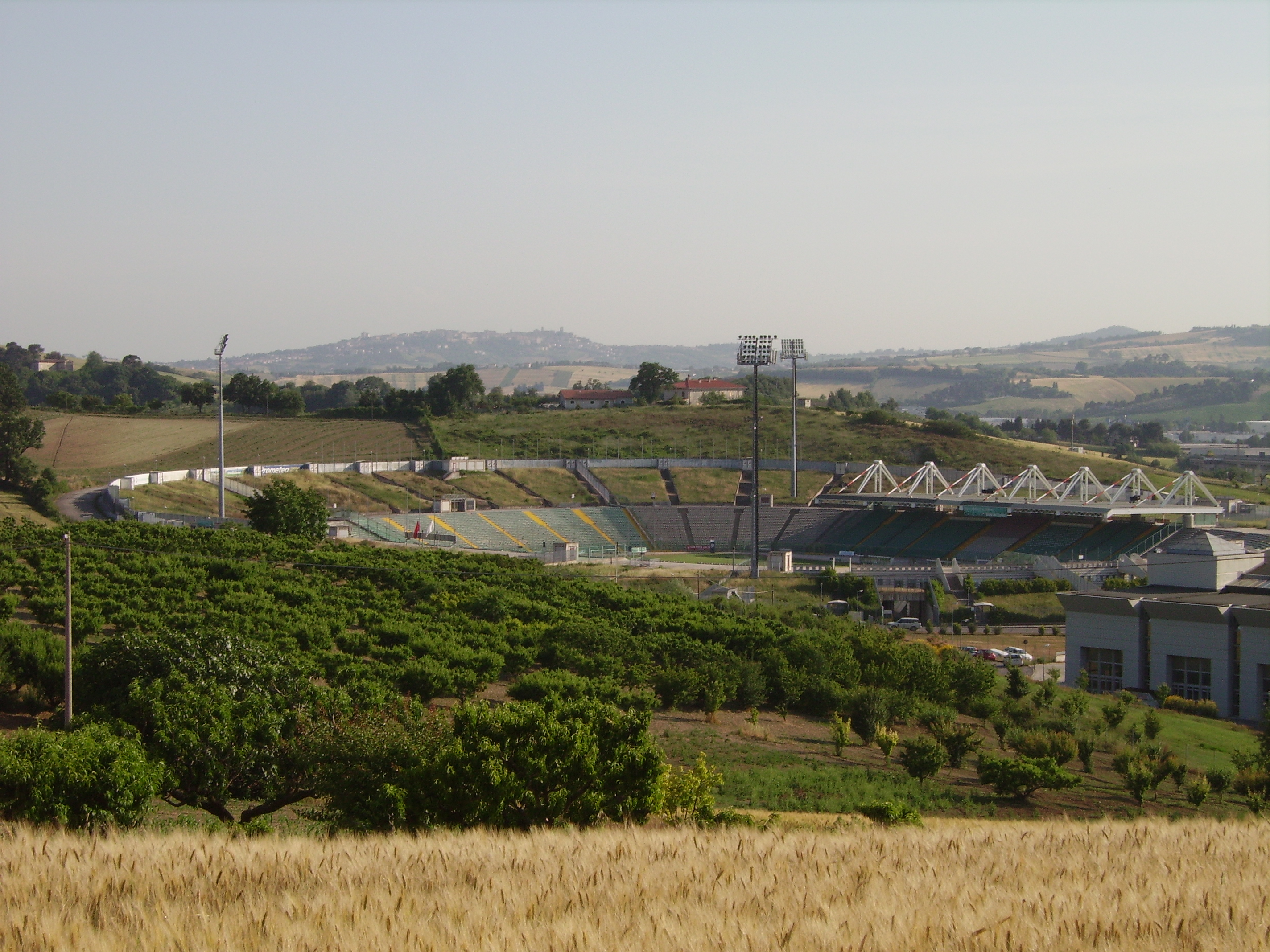
Panoramica dello stadio Del Conero.

Dal 1931 fino al 1992 l'Ancona ha disputato i propri incontri casalinghi allo stadio Dorico. L'impianto fu costruito nel 1931 sul sito del vecchio impianto di tiro a segno di cui conserva, debitamente rielaborato, l'avancorpo dell'ex ingresso, e inserito nel nuovo contesto urbano delimitato dall'asse del Viale della Vittoria; si chiamò "Stadio del Littorio" fino alla caduta del regime fascista. È dotato di una pista di atletica, una tribuna coperta, una curva e una gradinata scoperta; in un secondo momento è stata aggiunta un'ulteriore gradinata, di fianco alla tribuna, costruita in materiale prefabbricato.
In occasione della promozione in Serie A, la squadra si è spostata nel nuovo e più capiente stadio Del Conero, inaugurato il 6 dicembre 1992 con la partita Ancona-Inter del campionato 1992-1993. L'impianto si connota per essere costruito quasi completamente in trincea, al di sotto del piano campagna; a differenza del Dorico, il "catino" degli spalti copre tutti i lati del campo ed è suddiviso in quattro settori (tribuna coperta, distinti e curve, una destinata ai supporters ospiti e l'altra al tifo organizzato locale); la capienza massima è di 23 976 posti a sedere, poi ridotti a 14 295 per motivi di sicurezza ed economia.
Nel campionato di Eccellenza Marche 2010-2011 l'Ancona è tornata a giocare parte delle proprie partite interne al Dorico.

## Società

### Organigramma societario
In carica a Settembre 2024:
- Antonio Recchi - Presidente
- Robert Egidi - Vice Presidente
- Francesco Ancarani - Direttore Generale
- Federico Montecchiari - Segretario
- Matteo Bartoloni - Direttore settore giovanile

### Sponsor
Di seguito la cronologia dei fornitori tecnici e degli sponsor commerciali:
| Cronologia degli sponsor tecnici - 1979-1984 nr - 1984-1988 Adidas - 1988-1990 Tan Sport - 1990-1993 Umbro - 1993-1997 Virma - 1997-1998 Kappa - 1998-2000 Galex - 2000-2002 Ropam - 2002-2003 Devis - 2003-2004 Le Coq Sportif - 2004-2006 Lotto - 2006-2010 Legea - 2010-2011 Macron - 2011-2016 Maglie autoprodotte 1905FW - 2016-2017 Macron - 2017-2018 Makay - 2018-2021 Kappa - 2021-2024 Macron - 2024 - Ready | Cronologia degli sponsor ufficiali - 1981-1984 ... - 1984-1993 Latte Tre Valli - 1993-1994 Giampaoli - 1994-1995 Dacoal - 1995-1996 Non presente - 1996-1999 Non presente - 1999-2000 Non presente poi Scuole Enrico Fermi - 2000-2004 Banca Marche - 2004-2005 Schiavoni - 2005-2006 C.A.F. Assocontribuenti - 2006-2007 C.A.F. Assocontribuenti poi Non presente - 2007-2008 Non presente poi Italiana Assicurazioni - 2008-2009 Kerself, Elitaria, University, Twice e H6 - 2009-2010 Twice, Kerself, Meridie, Fidelity e H6 - 2010-2011 Energy resources, Eusebi impianti e Schiavoni - 2011-2012 Qualità è amore - carni & food, Gplanet, Eusebi impianti, Vitha group e Akifix - 2012-2013 Chebolletta, Akifix e Gplanet - 2013-2016 Akifix, Gplanet, Imesa e Eusebi impianti - 2016-2017 Non presente poi Imesa, KingSport - 2017-2018 Rays - 2018-2021 Sport Lipobreak, Technosafe - 2021-2022 Halley, Fidea, Technosafe, Master Group Sport, Canil - 2024 - Ready, Rays, Polci Edilizia , Tecnosafe , New Tech |

### Impegno nel sociale
Il 10 ottobre 2007, al Teatro Pontificio del Vaticano, è stata siglata l'unione tra il CSI e il club biancorosso per il "Progetto Soccer" che sotto l'egida della Conferenza Episcopale Italiana si prefigge di rafforzare i valori etici nel calcio.